# Ричард Крена
Ричард Доналд Крена (на английски: Richard Donald Crenna) (30 ноември 1926 г. – 17 януари 2003) е американски актьор, който изпълнява роли в киното, радиото и телевизията.

## Избрана филмография
| Година | Заглавие                      | Оригинално заглавие        | Роля                               | Бележки |
| ------ | ----------------------------- | -------------------------- | ---------------------------------- | ------- |
| 1972   | Ченге                         | Un flic                    | Симон                              |         |
| 1975   | Проходът на сломените сърца   | Breakheart Pass            | Губернатор Ричард Феърчайлд        |         |
| 1982   | Рамбо: Първа кръв             | First Blood                | Полковник Самуел Р. „Сам“ Траутман |         |
| 1985   | Рамбо: Първа кръв, втора част | Rambo: First Blood Part II | Полковник Самуел Р. „Сам“ Траутман |         |
| 1988   | Рамбо 3                       | Rambo III                  | Полковник Самуел Р. „Сам“ Траутман |         |
| 1993   | Смотаняци 2                   | Hot Shots! Part Deux       | Полковник Дентън Уолтърс           |         |